# 16961 Mullahy
16961 Mullahy è un asteroide della fascia principale. Scoperto nel 1998, presenta un'orbita caratterizzata da un semiasse maggiore pari a 2,648166 UA e da un'eccentricità di 0,181908, inclinata di 14,272705° rispetto all'eclittica. Ha un diametro di 5,766 km.